# Liste der Wappen im Landkreis Nordhausen
Diese Liste erfasst die Wappen der Städte und Gemeinden sowie Wappen ehemals selbstständiger Gemeinden im Landkreis Nordhausen in Thüringen (Deutschland).

Wappen des Landkreises Nordhausen
Der Landkreis Nordhausen in Thüringen
Der Landkreis Nordhausen in Deutschland

## Gemeinden
- Stadt
Bleicherode[1]
- Stadt
Ellrich[2]
- Gemeinde
Görsbach
- Gemeinde
Großlohra[3]
- Gemeinde
Harztor
- Stadt
Heringen/Helme
- Gemeinde
Hohenstein
- Gemeinde
Kehmstedt
- Gemeinde
Kleinfurra[4]
- Gemeinde
Lipprechterode
- Gemeinde
Niedergebra
- Kreisstadt
Nordhausen[5]
- Gemeinde
Sollstedt[6]
- Gemeinde
Urbach
- Gemeinde
Werther

## Wappen ehemals selbstständiger Gemeinden

Stadt Heringen/Helme
Ortsteil Auleben
Stadt Ellrich
Ortsteil Appenrode[7]
Gemeinde Hohenstein
Ortsteil Branderode[8]
- Kreisstadt Nordhausen
Ortsteil Buchholz

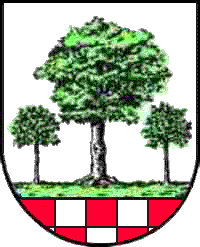
Stadt Heringen/Helme Ortsteil Auleben
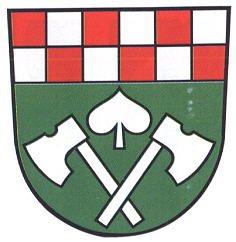
Stadt Bleicherode Ortsteil Etzelsrode
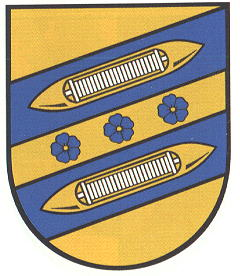
Gemeinde Hohenstein Ortsteil Branderode
Kreisstadt Nordhausen Ortsteil Buchholz
Stadt Bleicherode Ortsteil Friedrichsthal
Stadt Bleicherode Ortsteil Friedrichsthal
Gemeinde Werther Ortsteil Großwechsungen
Gemeinde Werther Ortslage Großwerther
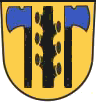
Stadt Bleicherode Ortsteil Hainrode
Stadt Heringen/Helme Ortsteil Hamma
Gemeinde Harztor Ortsteil Harzungen
Gemeinde Harztor Ortsteil Herrmannsacker
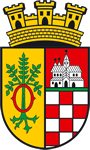
Gemeinde Harztor Ortsteil Ilfeld
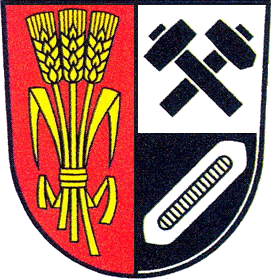
Stadt Bleicherode Ortsteil Kleinbodungen
Gemeinde Werther Ortslage Kleinwerther
Stadt Bleicherode Ortsteil Kraja
Gemeinde Harztor Ortsteil Neustadt/Harz
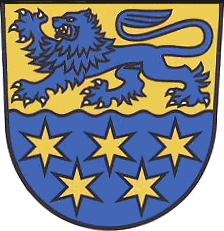
Stadt Bleicherode Ortsteil Nohra
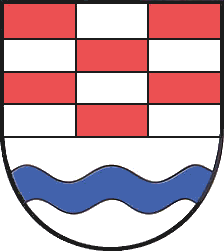
Kreisstadt Nordhausen Ortsteil Leimbach
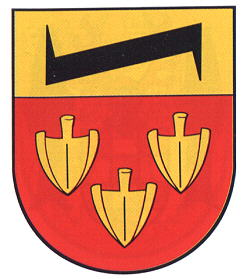
Gemeinde Hohenstein Ortsteil Liebenrode
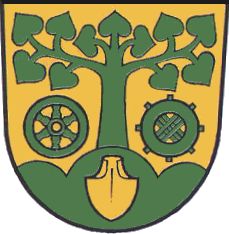
Gemeinde Harztor Ortsteil Niedersachswerfen
Gemeinde Hohenstein Ortsteil Obersachswerfen
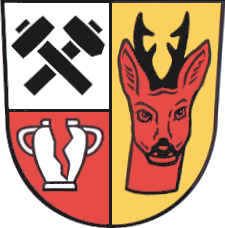
Gemeinde Sollstedt Ortsteil Rehungen
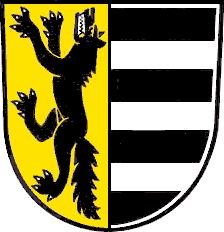
Kreisstadt Nordhausen Ortsteil Sundhausen
Stadt Heringen/Helme Ortsteil Uthleben
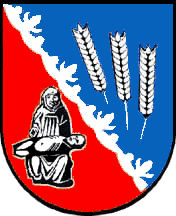
Stadt Heringen/Helme Ortsteil Windehausen
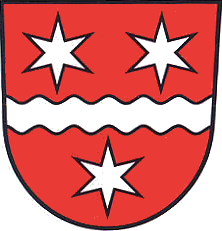
Stadt Bleicherode Ortsteil Wipperdorf
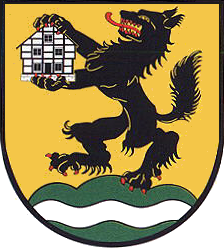
Stadt Bleicherode Ortsteil Wolkramshausen
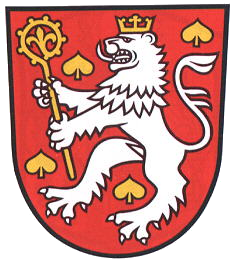
Gemeinde Werther
Ortsteil Großwechsungen
Gemeinde Werther
Ortslage Großwerther
- Stadt Bleicherode
Ortsteil Hainrode[9]
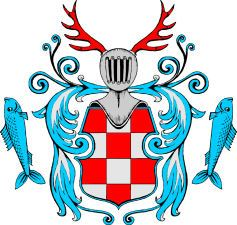
Stadt Heringen/Helme Ortsteil Hamma
Gemeinde Harztor Ortsteil Harzungen
Gemeinde Harztor
Ortsteil Herrmannsacker
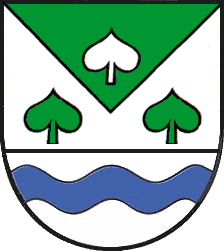
Gemeinde Harztor
Ortsteil Ilfeld
- Stadt Bleicherode
Ortsteil Kleinbodungen
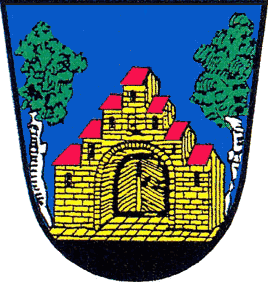
Gemeinde Werther
Ortslage Kleinwerther
- Stadt Bleicherode
Ortsteil Kraja
Gemeinde Harztor
Ortsteil Neustadt/Harz
- Stadt Bleicherode
Ortsteil Nohra[10]
Kreisstadt Nordhausen
Ortsteil Leimbach
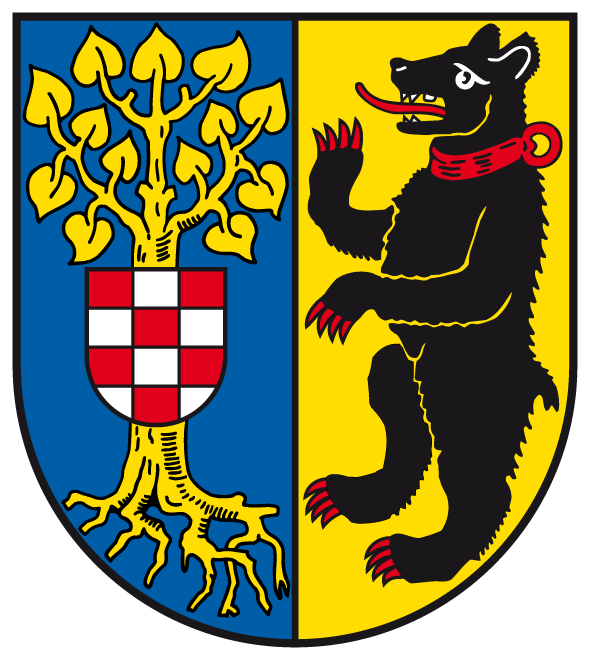
Gemeinde Hohenstein Ortsteil Liebenrode
Gemeinde Harztor Ortsteil Niedersachswerfen
Gemeinde Hohenstein
Ortsteil Obersachswerfen[12]
- Gemeinde Sollstedt
Ortsteil Rehungen
- Kreisstadt Nordhausen
Ortsteil Sundhausen
- Stadt Heringen/Helme
Ortsteil Uthleben
- Stadt Heringen/Helme
Ortsteil Windehausen
- Stadt Bleicherode
Ortsteil Wipperdorf[13]
- Stadt Bleicherode
Ortsteil Wolkramshausen[14]

## Historische Wappen

Gemeinde Hohenstein Ortsteil Liebenrode (1937)[15]

## Blasonierungen
1. ↑  Bleicherode: „In Gold ein silber geharnischter Ritter mit einem geschlossenen gotischen Helm auf einem Stück grünen Boden stehend, mit dem Hohnsteiner Schachschild in der linken Hand und mit einem in der Scheide befindlichen Schwert in der rechten Hand.“
2. ↑  Ellrich: „In vier Reihen geschacht von Rot und Silber.“ Hauptsatzung § 2 Abs. 1 (PDF; 1,4 MB)
3. ↑  Großlohra: „Im roten mit vier goldenen Lindenblättern belegten Schild ein silberner goldgekrönter Löwe, in den Vorderpranken ein goldenes Pedum haltend.“ Hauptsatzung § 2 Abs. 1 (Memento des Originals vom 28. September 2007 im Internet Archive)  Info: Der Archivlink wurde automatisch eingesetzt und noch nicht geprüft. Bitte prüfe Original- und Archivlink gemäß Anleitung und entferne dann diesen Hinweis. (PDF)
4. ↑  Kleinfurra: „In Silber ein grünes Winkelschildhaupt, belegt mit einem silbernen Lindenblatt, unterhalb begleitet von je einem grünen Lindenblatt, darunter im Schildfuß ein blauer Wellenbalken.“ Hauptsatzung § 2 Abs. 1 (Memento des Originals vom 28. September 2007 im Internet Archive)  Info: Der Archivlink wurde automatisch eingesetzt und noch nicht geprüft. Bitte prüfe Original- und Archivlink gemäß Anleitung und entferne dann diesen Hinweis. (PDF)
5. ↑  Nordhausen: „Die Stadt Nordhausen besitzt ein Vollwappen, das aus Schild, Helm und Helmzier/Helmdecke besteht.
 Schild: In Gold ein gekrönter, nach rechts blickender, schwarzer Adler mit roter Zunge und roter Bewehrung.
 Oberwappen: Stechhelm mit schwarz-goldenen Helmdecken, darauf zwei goldene, mit je sechs goldenen dreiblättrigen Lindenstängeln besteckte Büffelhörner.
 Fakultativ kann auch nur der Wappenschild mit dem Adler ohne Oberwappen verwendet werden.“ Hauptsatzung § 2 Abs. 2 (Seite nicht mehr abrufbar, festgestellt im April 2019. Suche in Webarchiven)  Info: Der Link wurde automatisch als defekt markiert. Bitte prüfe den Link gemäß Anleitung und entferne dann diesen Hinweis. (PDF; 127 kB)
6. ↑  Sollstedt: „Gespalten von Blau und Gold; vorn eine goldene bewurzelte Linde, an deren Stamm der Schild der Grafen von Hohenstein (von Rot und Silber in 4 Reihen zu je 3 Plätzen geschacht) befestigt ist, hinten ein schwarzer rotbewehrter Bär mit rotem Halsband.“
7. ↑  Appenrode: „In Grün, unter rot-silbern geschachtem Schildhaupt, zwischen zwei gekreuzten silbernen Äxten ein silbernes Lindenblatt.“
8. ↑  Branderode: „In Gold zwei blau Schräglinksbalken, belegt mit je einem goldenen Weberschiffchen, darin ein aufgespulter silberner Faden; zwischen den Balken drei blaue Flachsblüten.“
9. ↑  Hainrode „In Gold einen schwebenden schwarzen Astpfahl, beseitet von zwei aufrechten, mit blauer Schärfe auswärts gekehrten, schwarzen Beilen.“ Hauptsatzung § 2 Abs. 1 (Memento des Originals vom 28. September 2007 im Internet Archive)  Info: Der Archivlink wurde automatisch eingesetzt und noch nicht geprüft. Bitte prüfe Original- und Archivlink gemäß Anleitung und entferne dann diesen Hinweis. (PDF)
10. ↑  Nohra unheraldische Beschreibung in der Hauptsatzung § 2 Abs. 1 (Memento des Originals vom 28. September 2007 im Internet Archive)  Info: Der Archivlink wurde automatisch eingesetzt und noch nicht geprüft. Bitte prüfe Original- und Archivlink gemäß Anleitung und entferne dann diesen Hinweis. (PDF)
11. ↑  Liebenrode: „In Rot, mit goldenem Schildhaupt, drei (2:1) schwebende goldene Pflugscharen; im Schildhaupt eine liegende schwarze Wolfsangel.“
12. ↑  Obersachswerfen „Gespalten von Blau und Gold; in verwechselten Tinkturen belegt mit einem Wellenbalken sowie darüber und darunter je eine Kugel auf dem Spalt.“
13. ↑  Wipperdorf „Ein rotes Schild, geteilt durch einen silbernen Wellenbalken, unten ein und oben zwei sechsstrahlige silberne Sterne.“ Hauptsatzung § 2 Abs. 1 (Memento des Originals vom 28. September 2007 im Internet Archive)  Info: Der Archivlink wurde automatisch eingesetzt und noch nicht geprüft. Bitte prüfe Original- und Archivlink gemäß Anleitung und entferne dann diesen Hinweis. (PDF)
14. ↑  Wolkramshausen „In Gold auf einem mit einem silbernen Wellenbalken belegten grünen Dreiberg ein aufrechter rechtsgewendeter schwarzer Wolf, mit roter Bewehrung und roter Zunge, in den Vorderpranken ein silbernes Fachwerkhaus mit schwarzem Gebälk haltend.“ Hauptsatzung § 2 Abs. 1 (Memento des Originals vom 28. September 2007 im Internet Archive)  Info: Der Archivlink wurde automatisch eingesetzt und noch nicht geprüft. Bitte prüfe Original- und Archivlink gemäß Anleitung und entferne dann diesen Hinweis. (PDF)
15. ↑  Liebenrode: „In Gold auf grünem Boden eine grüne Linde.“